# Julia Campbell
Pour les articles homonymes, voir Campbell.
Julia Campbell est une actrice américaine née le 12 mars 1962 à Huntsville, Alabama (États-Unis).

## Biographie
Elle obtient un rôle important dans le long métrage de Le Trésor de Tillamook en 2006, où elle joue Kathryn Kimbell, la mère du personnage principal de l'histoire.
Elle a des rôles récurrents dans les séries Une famille presque parfaite, Le Flic de Shanghaï, et Herman's Head, et apparaît en vedette invitée dans Ally McBeal, Seinfeld (l'épisode The Frogger), Friends, Dr House (House MD), Mentalist, The Practice : Bobby Donnell et Associés (The Practice), Le Caméléon (The Pretender) et Dexter. Certains de ses premiers rôles notables l'ont été dans des soap opera tels que Ryan's Hope et Santa Barbara et la comédie Livin' Large.
En 2009, elle joue en guest star dans la série Heroes de la NBC le rôle de  Mary Campbell, mère d'un nouveau personnage récurrent, Luc, dans l'épisode Trust and Blood.
Elle est apparue dans le dernier épisode de la série The Shield.
Elle a été mariée à Bernard White et est actuellement l'épouse de l'acteur Jay Karnes.

## Filmographie

### Cinéma
- 1987 : Body Count (film, 1987)
- 1990 : Dans les pompes d'un autre (Opportunity Knocks) : Dr Annie Malkin
- 1991 : Livin' Large! : Missy Carnes
- 1997 : Romy et Michelle, les reines de la soirée (Romy and Michele's High School Reunion) : Christy Masters
- 1998 : Le Flic de Shanghaï (Martial Law) : Melania George
- 1998 : Journal intime d'un tueur en série (Rough Draft) : Juliette
- 2000 : Un amour infini (Bounce) : Sue
- 2001 : Merci, mon Dieu! (Thank Heaven) : Victoria Brady
- 2005 : Cris et coups de pieds (Kicking & Screaming) : Janet Davidson
- 2006 : The Tillamook Treasure : Kathryn Kimbell
- 2012 : Arcadia : Mme Acres
- 2023 : Jesus Revolution de Jon Erwin : Kay

### Télévision
- 1985 : Ryan's Hope : Katie Thompson / Katie Thompson Greenberg
- 1986 : Santa Barbara ("Santa Barbara") : Courtney Capwell (1986)
- 1987 : La malédiction du loup-garou : Sally
- 1987 : Women in Prison : Vicki Springer
- 1989 : Knight & Daye : Janet Glickman
- 1990 : Johnny Ryan : Eve Manion
- 1992 : Les Sorcières d'Eastwick (The Witches of Eastwick) : Jane Hollis
- 1992 : Herman's Head : Elizabeth
- 1992 : Ned Blessing: The True Story of My Life : Jilly Blue
- 1993 : Cutters : Lynn Fletcher
- 1993 : Arabesque : Sharon Baskin
- 1994 : La Quatrième Dimension : L'ultime voyage (Twilight Zone: Rod Serling's Lost Classics) : Maureen, Barmaid (segment "Where the Dead Are")
- 1994 : Blue Skies  : Ellie
- 1994 : Les Aventures du jeune Indiana Jones : Kitty
- 1995 : A Whole New Ballgame (en)  : Meg O'Donnell
- 1995 : La vie à cinq : Monica
- 1995 : Champs : Monica
- 1996 : Men Behaving Badly : Cherie Miller
- 1998 : Seinfeld : Lisi
- 1998 : The practice: Bobby Donnell & associés : A.D.A Fields
- 1998 : Marabunta, l'invasion souterraine (Legion of Fire: Killer Ants!) : Laura Sills
- 1998 : Embrouille à Poodle Springs (Poodle Springs) : Miriam 'Muffy' Blackstone-Nichols
- 1998 : Le Caméléon  saison 3 épisode 4 "Une personne de confiance" : Kristi Kincaid
- 1998-1999 : Le flic de Shanghai : Melanie George
- 1999 : Un brin de meurtre (A Slight Case of Murder) : Patricia Stapelli
- 1999 : Père malgré tout ("Oh, Grow Up") : Julie Sheffield
- 1999 : Jeff of the Universe
- 2000 : Friends saison 7 épisode 5 : Whitney
- 2000 : Hey Neighbor : Barbara
- 2000 : Bull : Dr. Mary Parker
- 2001 : Amy : Calla Hawkins
- 2001 : Reba : Caroline
- 2002 : Rose Red : Ellen Rimbauer
- 2002 : Ally McBeal : Kelly Bridgeman
- 2002 : The Funkhousers : Mom
- 2003 : Preuve à l'appui : Maddy Whitford
- 2004-2005 : Une famille presque parfaite : Shelly
- 2005 : Malcolm : Donna
- 2006 : Mon oncle Charlie : Francine
- 2006 : 3 lbs. : Roberta Mack
- 2007 : Desperate Housewives : Muriel
- 2007 : Pushing Daisies : Emma Newsome
- 2008 : En analyse : Olivia
- 2008 : The Shield : Ellen Carmichael
- 2009 : Heroes saison 3 épisode 15 "Bain de sang" : Mary Campbell
- 2009 : Dexter  Saison 4 : Sally Mitchell
- 2009 : Scrubs Saison 8 : Mrs. Fremont
- 2009 : Big Love : Vicky Nabors
- 2009 : Dr House : Melanie
- 2009 : Hawthorne: infirmière en chef : Beth Johnson
- 2009 : The Cleaner : Marcia Fisher
- 2009 : Mentalist : Nina Hodge
- 2010 : Les experts : Janet Marie Marsh
- 2010 : No Ordinary Family : Nina Claremont
- 2010 : The Event : Val Buchanan
- 2010 : Lie to Me : Carol Ashland
- 2011 : Le Fiancé aux deux visages (The Craigslist Killer)  : Susan McAllister
- 2011 : Awkward : mère de Tamara
- 2011 : Les Experts : Miami (saison 10, épisode 2) : Gretchen Cambridge
- 2011 : Esprits criminels : Martha Slade
- 2012 : Drop Dead Diva : Peg Surnow
- 2012-2013 : Austin & Ally : Penny Dawson
- 2013 : Justified : Eve Munro
- 2019-2020  : Tell Me a Story : Cora Covington